# Лунгани (Арђеш)
Лунгани (рум. Lungani) насеље је у Румунији у округу Арђеш у општини Ведеа. Oпштина се налази на надморској висини од 304 m.

## Становништво
Према подацима из 2002. године у насељу је живело 200 становника, од којих су сви румунске националности.